# Kai Herdling
Kai Herdling (27 de juny del 1984, Heidelberg) és un futbolista alemany que el 2010 formava part de la plantilla del TSG 1899 Hoffenheim.

## Biografia
Herdling començà la seua carrera amb el SG Heidelberg-Kirchheim i fou transferit més tard a les categories juvenils del SpVgg Neckarsteinach. A l'inici de la temporada 2002–03, s'uní al TSG 1899 Hoffenheim en la Regionalliga Süd. Va marxar del Hoffenheim en la temporada 2008–09 per unir-se al SV Waldhof Mannheim.
El seu primer partit de segona divisió va ser el 28 de març del 2008 en un partit contra el FC Augsburg. El seu primer gol en segona divisió va ser el 13 d'abril del 2008 quan va marcar l'únic gol del seu equip en una derrota contra l'Alemannia Aachen.
En la tercera ronda de la DFB-Pokal de 2003–04 Herdling marcà el gol que donava la victòria al TSG Hoffenheim en els quarts de finals contra el Bayer 04 Leverkusen.
Kai Herdling jugà durant la meitat de la temporada 2008–09 pel SV Waldhof Mannheim de la Regionalliga, però retornà al Hoffenheim el 26 de gener del 2009.